# Вагнер, Стив
Стивен (Стив) Вагнер (англ. Steven (Steve) Wagner; род. 5 ноября 1967, Филадельфия, Пенсильвания) — американский хоккеист на траве, вратарь. Участник летних Олимпийских игр 1996 года, двукратный бронзовый призёр Панамериканских игр 1991 и 1995 годов, серебряный призёр Панамериканского чемпионата по индорхоккею 2002 года.

## Биография
Стив Вагнер родился 5 ноября 1967 года в американском городе Филадельфия.
В юности играл в хоккей с шайбой, в средней школе — в футбол. В дальнейшем учился в колледже университета Темпл, выступал за его команду по хоккею на траве. Во время учёбы дебютировал в юношеской сборной США. Трижды выигрывал золотые медали олимпийских фестивалей.
В составе сборной США дважды становился бронзовым призёром хоккейных турниров Панамериканских игр — в 1991 году в Гаване и в 1995 году в Мар-дель-Плате.
В 1996 году вошёл в состав сборной США на летних Олимпийских играх в Атланте, занявшей 12-е место. Играл на позиции вратаря, провёл 5 матчей.
В 2002 году завоевал серебряную медаль Панамериканского чемпионата по индорхоккею в Роквилле.
Впоследствии открыл свой тренировочный лагерь для хоккейных вратарей 1-On-1 в районе Филадельфии.